# Declaración de independencia de la Argentina

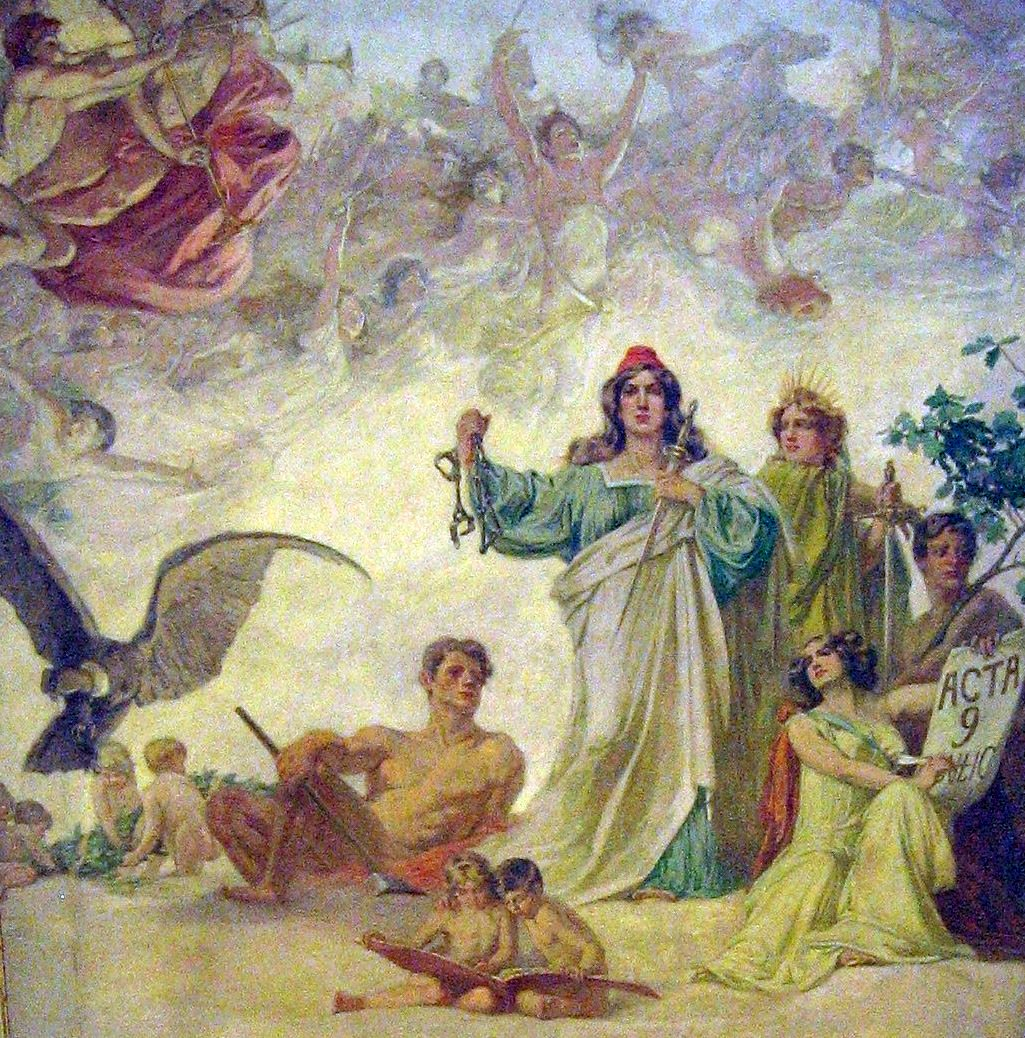
Pintura sobre tela en el techo del Salón Blanco de la Casa Rosada, con alegorías a la Revolución de Mayo y la Declaración de Independencia de 1816, realizadas por el pintor italiano Luigi De Servi (1863-1945).

La Declaración de Independencia de la Argentina fue una decisión tomada el 9 de julio de 1816 por el Congreso de Tucumán, por la cual declaró la formal ruptura de los vínculos de dependencia política de las Provincias Unidas del Río de la Plata con la monarquía española. La declaración fue realizada en la Casa de Tucumán, ubicada en la ciudad de San Miguel de Tucumán, donde sesionaba la asamblea. Diez días más tarde, el mismo Congreso renunció también a toda otra dominación extranjera.

## Antecedentes
En 1814, el rey Fernando VII de España había regresado al trono español. Esta situación quitó argumentos de acción a los hombres que habían iniciado la Revolución de Mayo en el Virreinato del Río de la Plata e instaurado la Primera Junta en 1810 —y los gobiernos que habían sucedido a esta— bajo la premisa de la Máscara de Fernando VII. Ya no podían actuar en nombre del rey de España porque este volvió a estar en el poder efectivo. El rey quería reconquistar sus dominios en América; los realistas, que eran los partidarios de la monarquía española, habían triunfado en Huaqui, Vilcapugio y Ayohúma, y eran fuertes en el Alto Perú -en la región occidental de la actual Bolivia-. Desde allí pensaban atacar las bases de los independentistas e invadir todo el actual territorio de Argentina, teniendo como objetivo la ciudad de Buenos Aires.
El 15 de abril de 1815, una revolución terminó con el gobierno centralista del Director Supremo de las Provincias Unidas del Río de la Plata, el general Carlos María de Alvear. Los revolucionarios exigieron la convocatoria de un Congreso General Constituyente. Inicialmente se enviaron diputados de todas las provincias, iniciando las sesiones el 24 de marzo de 1816. Cada delegado representaba a unos 15 000 habitantes.
Sin embargo, la situación de los patriotas independentistas en su frontera noroeste no estuvo asegurada hasta que en marzo de 1816 el general porteño José Rondeau aceptó firmar el Pacto de los Cerrillos con el caudillo salteño (Salta incluía a Jujuy y Tarija) Martín Miguel de Güemes. A partir de ese momento, las fuerzas de Güemes sostuvieron la lucha en el frente norte, liberando a los ejércitos del gobierno nacional para que, al mando del general José de San Martín, pudieran avanzar contra sus enemigos más allá de la Cordillera de los Andes hacia Chile y luego hasta Perú. Mientras tanto, el caudillo José Gervasio Artigas y sus aliados defendían el territorio de las incursiones portuguesas, pese a las actitudes ambiguas de los gobernantes porteños.

## El Congreso de Tucumán

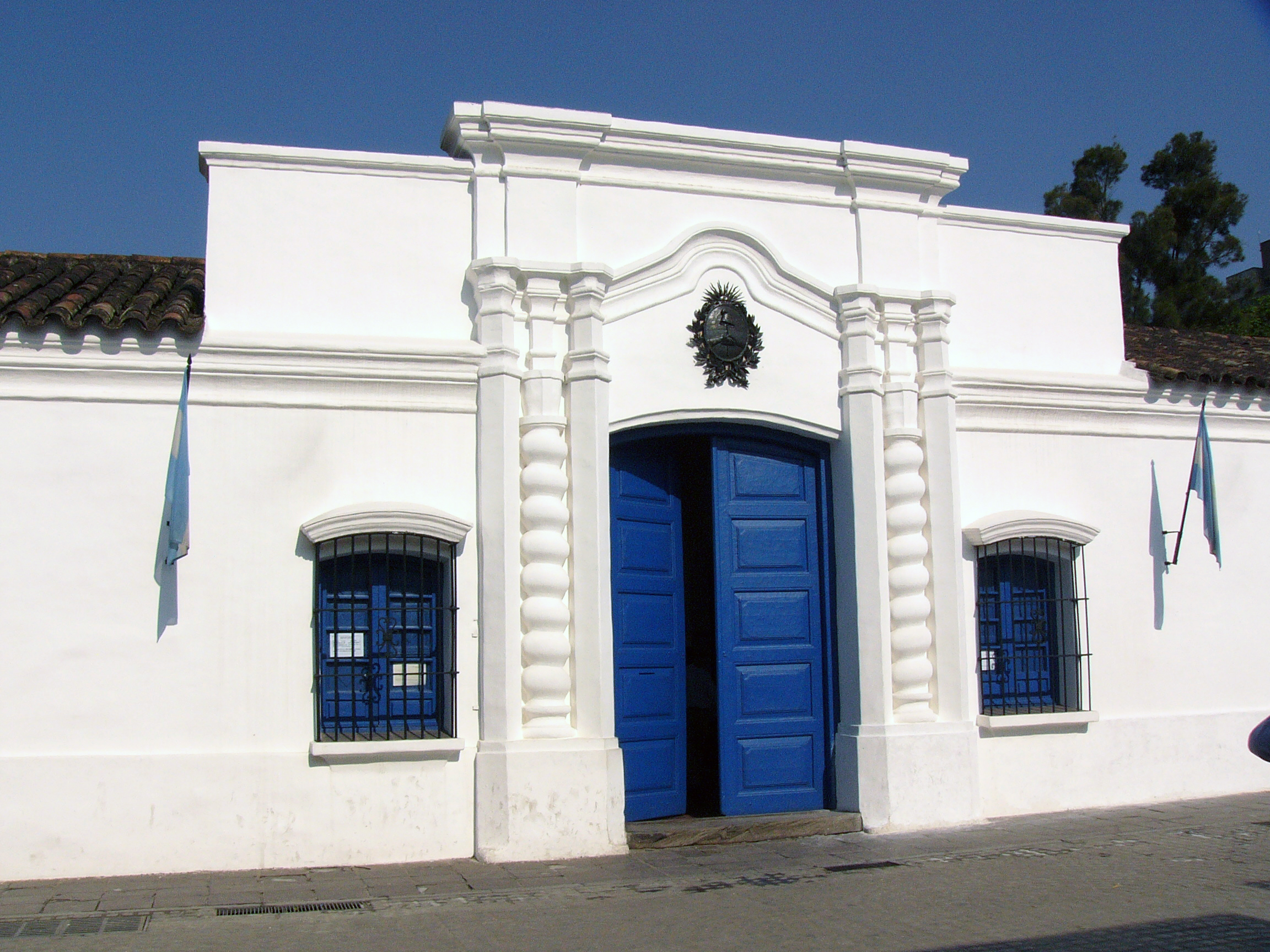
La Casa Histórica de la Independencia en San Miguel de Tucumán.

El Congreso de Tucumán inició sus sesiones en la Casa de Tucumán, ubicada en San Miguel de Tucumán, el 24 de marzo de 1816, con la presencia de 33 diputados. Según la decisión de los propios delegados, la presidencia del Congreso era rotativa y cambiaba cada mes.
Fueron distintas las causales por las que diversas provincias que habían pertenecido al Virreinato del Río de la Plata no enviaron diputados. Varias provincias del Alto Perú, entre ellas Potosí, Cochabamba y La Paz, habían caído nuevamente en poder de los realistas. Empero gracias a la Tercera expedición auxiliadora al Alto Perú enviaron diputados al Congreso de Tucumán los distritos de Chichas, Charcas y Mizque. 
Distinta fue la situación de las provincias "de abajo": exceptuando a Córdoba, las provincias de la Liga de los Pueblos Libres o Liga Federal —la Provincia Oriental (sector principal de la Banda Oriental), Corrientes, Entre Ríos, Misiones y Santa Fe— resolvieron no concurrir al Congreso de Tucumán como consecuencia de la oposición del caudillo oriental Artigas a la firma del acuerdo de paz definitivo alcanzado en el Pacto de Santo Tomé —firmado el 9 de abril de 1816, por el que se había reconocido la autonomía de Santa Fe— y que fue finalmente dejado de lado por el nuevo Director Supremo, Antonio González Balcarce, y por el Congreso de Tucumán.
Artigas afirmaba en una carta a José de San Martín que la Unión de los Pueblos Libres se había anticipado en la declaración de la independencia argentina durante el Congreso de Oriente —celebrado el 29 de junio de 1815— suscrito por las provincias argentinas federales en la entonces pequeña ciudad de Concepción del Uruguay. Algunos autores afirman que este congreso declaró la independencia de España basándose en una carta de Artigas a Juan Martín de Pueyrredón, pero la carta no menciona al congreso ni da una fecha, refiriéndose solo a la Banda Oriental. Tampoco hay ningún otro documento que confirme o insinúe que tal declaración haya ocurrido. Esta fue una clara manifestación de protesta y oposición hacia las políticas centralistas o unitarias y promonárquicas tanto del Directorio como del Congreso de las Provincias Unidas del Río de la Plata. 
El director Supremo Carlos María de Alvear envió al Paraguay un emisario especial con la invitación para que envíe diputados. El dictador Francia detuvo al enviado en Pilar y no respondió a la invitación. Para que constara la posición del gobierno, se dirigió al Delegado de Pilar diciendo que la embajada era inoportuna, excusada y hasta insultante "porque pretender que una república independiente envíe diputados a un Congreso de provincianos de otro gobierno que precisamente han de ser en mayor número es un absurdo y un despropósito de marca". Ordenó a tal efecto que la goleta que trajo al embajador y los pliegos se despachase de vuelta a Corrientes.
En una de sus primeras decisiones, el Congreso nombró Director Supremo de las Provincias Unidas del Río de la Plata a uno de sus diputados, el general Juan Martín de Pueyrredón.
Durante varias semanas se discutieron los alcances de sus atribuciones y su funcionamiento interno, además de tomar decisiones de política nacional e internacional. El cuerpo tenía la facultad de intervenir en casi todos los asuntos que se presentaban a su consideración, lo que provocó interminables debates.

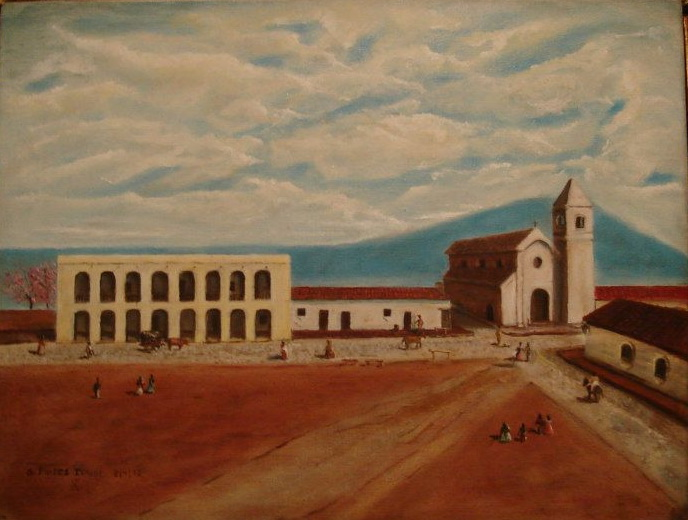
Plaza Independencia (antigua Plaza Mayor) en la ciudad de San Miguel de Tucumán, con el demolido edificio del Cabildo y el antiguo edificio de la Catedral de San Miguel de Tucumán hacia 1812 (pintura al óleo actual de Gerardo Flores Ivaldi).

La presión de algunos de sus miembros, y de influyentes dirigentes nacionales —entre ellos el general José de San Martín, gobernador de la Intendencia de Cuyo— hizo que se iniciara la discusión sobre la Declaración de Independencia.
La votación finalmente se concretó el 9 de julio. En ese momento presidía el cuerpo uno de los representantes de San Juan, Francisco Narciso de Laprida.
El 21 de julio fue jurada la Independencia en la sala de sesiones por los miembros del Congreso, ante la presencia del gobernador, del general Manuel Belgrano, del clero secular, de las órdenes religiosas y demás corporaciones. Ningún país reconoció en ese momento la independencia de las Provincias Unidas del Río de la Plata.
Las discusiones posteriores de los diputados giraron en torno al dictado de una constitución y a la forma de gobierno y a la forma de estado que debía adoptarse en ella. La situación de guerra abierta con la monarquía española, la Restauración absolutista en España y en Europa y la creciente injerencia del Reino Unido de Portugal, Brasil y Algarve hizo pensar a varios diputados, influenciados por las ideas de Manuel Belgrano, en instaurar una monarquía Inca en el Río de la Plata. Esta posición de implantar una forma de gobierno monárquica y constitucional fue descartada por los diputados republicanos, que sostenían la forma de gobierno de una república constitucional para la región del Plata. Al conflicto suscitado por la forma de gobierno se le sumó uno que tuvo mayor envergadura y trascendencia y que fue el relacionado con la adopción de la forma de estado: el unitarismo o el federalismo.
Las labores del Congreso continuaron en Buenos Aires, donde comenzó a deliberar a principios de 1817, y donde sancionó la Constitución Argentina de 1819, que estableció una república centralista. El Congreso fue disuelto en 1820, tras la derrota del Directorio en la batalla de Cepeda, que marcó el inicio de la Anarquía del Año XX.

## Acta de la Independencia

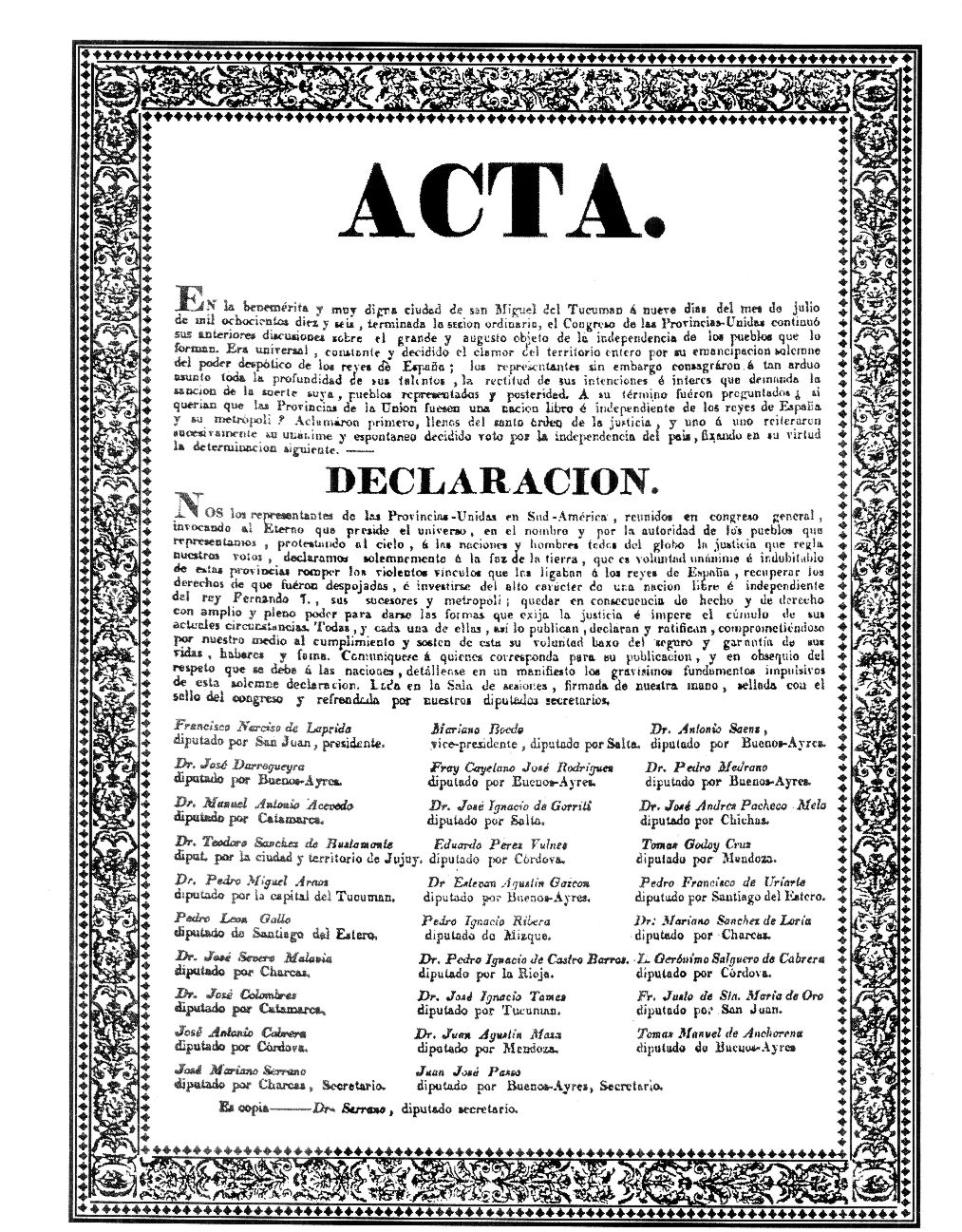
Facsímil del acta de la Declaración de la Independencia Argentina.

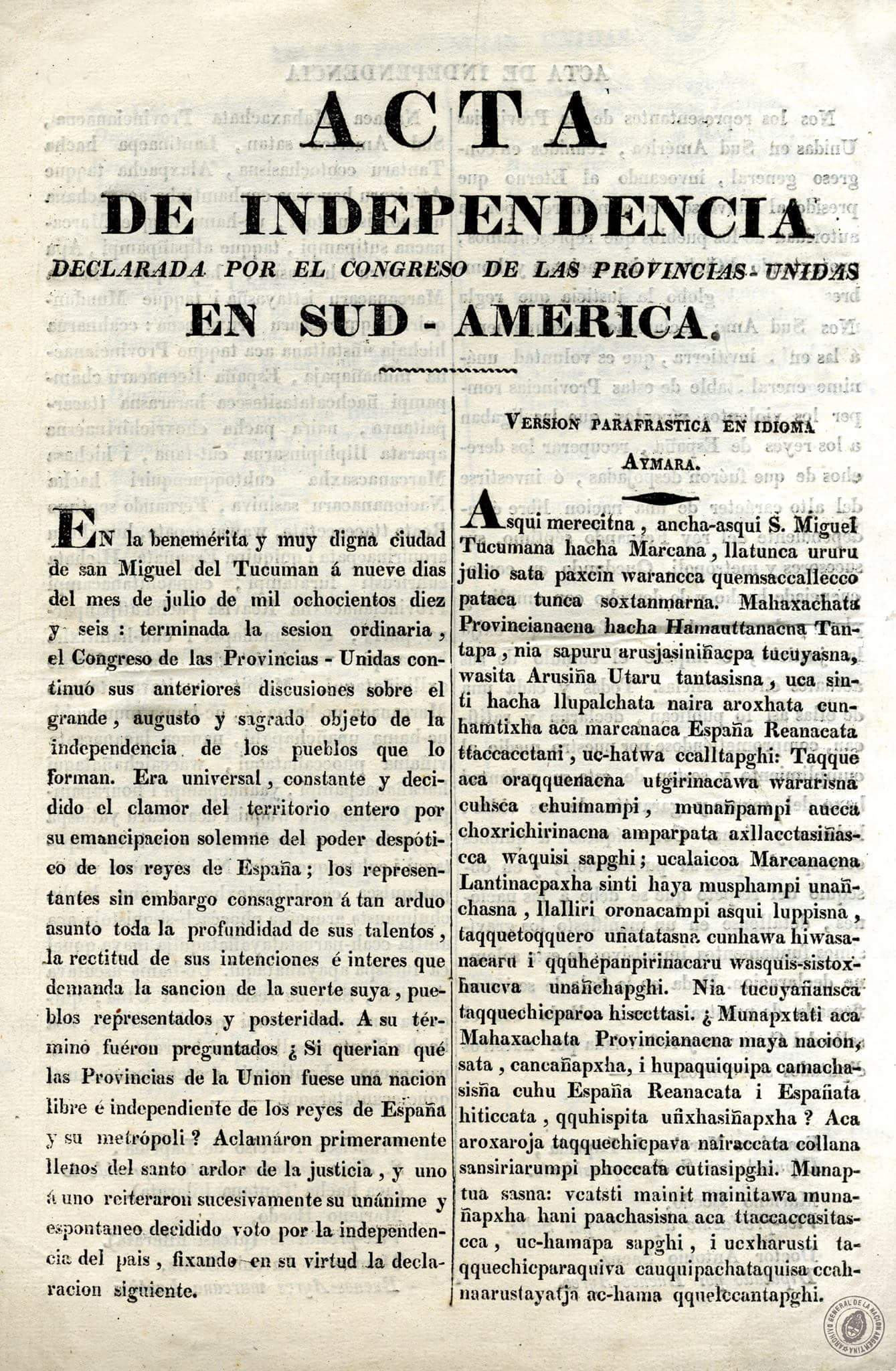
La declaración original en español se tradujo al quechua y al aimara; la traducción al aimara se atribuye a Vicente Pazos Kanki (1779-1852).

El acta de la Independencia fue declarada por el Congreso de las Provincias Unidas en Sudamérica y lee como sigue:

En la benemérita y muy digna ciudad de San Miguel de Tucumán a nueve días del mes de julio de 1816: terminada la sesión ordinaria, el Congreso de las Provincias Unidas continuó sus anteriores discusiones sobre el grande, augusto y sagrado objeto de la independencia de los pueblos que lo forman. Era universal, constante y decidido el clamor del territorio por su emancipación solemne del poder despótico de los reyes de España, los representantes sin embargo consagraron a tan arduo asunto toda la profundidad de sus talentos, la rectitud de sus intenciones e interés que demanda la sanción de la suerte suya, pueblos representados y posteridad. A su término fueron preguntados ¿Si quieren que las provincias de la Unión fuese una nación libre e independiente de los reyes de España y su metrópoli? Aclamaron primeramente llenos de santo ardor de la justicia, y uno a uno reiteraron sucesivamente su unánime y espontáneo decidido voto por la independencia del país, fixando en su virtud la declaración siguiente:

"Nos los representantes de las Provincias Unidas en Sud-América, reunidos en congreso general, invocando al Eterno que preside el universo, en nombre y por la autoridad de los pueblos que representamos, protestando al Cielo, a las naciones y hombres todos del globo la justicia que regla nuestros votos: declaramos solemnemente a la faz de la tierra, que es voluntad unánime e indubitable de estas Provincias romper los violentos vínculos que los ligaban a los reyes de España, recuperar los derechos de que fueron despojados, e investirse del alto carácter de una nación libre e independiente del rey Fernando séptimo, sus sucesores y metrópoli. Quedan en consecuencia de hecho y de derecho con amplio y pleno poder para darse las formas que exija la justicia, e impere el cúmulo de sus actuales circunstancias. Todas, y cada una de ellas, así lo publican, declaran y ratifican comprometiéndose por nuestro medio al cumplimiento y sostén de esta su voluntad, baxo el seguro y garantía de sus vidas haberes y fama. Comuníquese a quienes corresponda para su publicación. Y en obsequio del respeto que se debe a las naciones, detállense en un manifiesto los gravísimos fundamentos impulsivos de esta solemne declaración." Dada en la sala de sesiones, firmada de nuestra mano, sellada con el sello del Congreso y refrendada por nuestros diputados secretarios.

El 19 de julio, en sesión secreta, el diputado Medrano hizo aprobar una modificación a la fórmula del juramento, con la intención de bloquear algunas opciones que se contemplaban en aquel momento por las que se pasaría a depender de alguna otra potencia distinta de España. Donde decía «independiente del rey Fernando VII, sus sucesores y metrópoli», se añadió: 

"...y toda otra dominación extranjera"

El acta original, firmada por todos los miembros del Congreso, fue redactada en el libro de Actas de las sesiones públicas de dicha asamblea, pero ese libro se ha perdido. El 8 de noviembre de 1816, en una sentencia fechada ese día, se declara inocente al Ayudante mayor D. Cayetano Grimau y Gálvez por un confuso episodio que protagonizó, al conducir desde Tucumán hacia Buenos Aires, el Acta de Declaración de la Independencia.
Acompañado por una comitiva protegida por diez hombres armados, al llegar a la altura de Las Barrancas (provincia de Córdoba), Grimau y Gálvez fue interceptado por una partida que aparentemente, respondía a las directivas del general José Gervasio de Artigas. De inmediato le exigieron la entrega de los pliegos que llevaba; pero lo curioso de este hecho es que ninguno de los integrantes de la comitiva opuso resistencia, ni siquiera los hombres armados. Lo que dio motivo a sospechas vehementes sobre la sinceridad de la conducta oficial.
Algunos historiadores consideran que fue depositado en 1820 en la Legislatura de Buenos Aires, de donde posteriormente habría sido sustraído. En el Archivo General de la Nación Argentina se conserva una copia, realizada por el secretario Serrano a fines del mes de julio de 1816.

## Firmantes de la Declaración de la Independencia

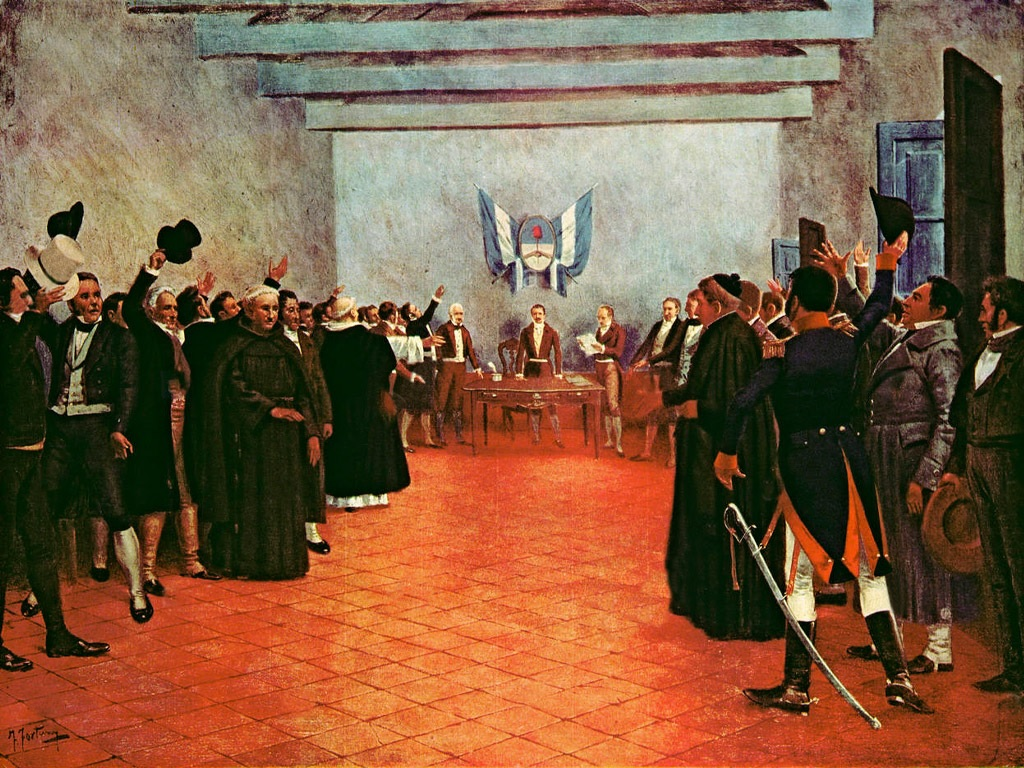
Congreso de Tucumán, por Francisco Fortuny.

Los 29 diputados del Congreso de Tucumán que suscribieron el acta de Independencia declarada por el Congreso de las Provincias Unidas en Sud América fueron:
Presidente
- Francisco Narciso de Laprida, diputado por San Juan

Vicepresidente
- Mariano Boedo, diputado por Salta

Secretarios
- José Mariano Serrano, diputado por Charcas
- Juan José Paso, diputado por Buenos Aires

Diputados
- Por Buenos Aires
  - Dr. Antonio Sáenz
  - Dr. José Darragueira
  - Fray Cayetano José Rodríguez
  - Dr. Pedro Medrano
  - Dr. Esteban Agustín Gascón
  - Dr. Tomás Manuel de Anchorena
- Por Catamarca
  - Dr. Manuel Antonio Acevedo
  - Dr. José Eusebio Colombres
- Por Córdoba
  - Eduardo Pérez Bulnes
  - José Antonio Cabrera
  - Lic. Jerónimo Salguero de Cabrera y Cabrera
- Por Jujuy
  - Dr. Teodoro Sánchez de Bustamante
- Por La Rioja
  - Dr. Pedro Ignacio de Castro Barros
- Por Mendoza
  - Tomás Godoy Cruz
  - Dr. Juan Agustín Maza
- Por Salta
  - Dr. José Ignacio de Gorriti
- Por San Juan
  - Fray Justo Santa María de Oro
- Por Santiago del Estero
  - Pedro Francisco de Uriarte
  - Pedro León Gallo
- Por Tucumán
  - Dr. Pedro Miguel Aráoz
  - Dr. José Ignacio Thames
- Por Mizque
  - Pedro Ignacio Rivera
- Por Charcas
  - Dr. Mariano Sánchez de Loria
  - Dr. José Severo Malabia
- Por Chichas (incluyendo a Tarija, en reemplazo del congresal Zegada)
  - Dr. José Andrés Pacheco de Melo

En esa sesión no estuvieron presentes cinco diputados:
- el coronel José Moldes (Salta), que se encontraba detenido en Salta;
- el coronel Juan José Feliciano Fernández Campero (Chichas), que estaba al mando de tropas en el frente de combate;
- el presbítero Miguel Calixto del Corro (Córdoba), que estaba realizando una misión diplomática ante José Artigas;
- el médico Pedro Buenaventura Carrasco (Cochabamba), que estaba en servicio en el Ejército del Norte;
- el diputado Juan Martín de Pueyrredón (San Luis), que había viajado a Buenos Aires para asumir el cargo de Director Supremo;
- el diputado José Miguel Zegada (Tarija), del cual se desconocen las razones de su ausencia. Fue reemplazado por Pacheco de Melo.

De los 29 diputados firmantes del acta de Declaración de la Independencia, 12 fueron miembros del clero de la Iglesia católica: Cayetano Rodríguez, Antonio Sáenz, Manuel Acevedo, José Colombres, Mariano Sánchez de Loria, José Andrés Pacheco de Melo, Pedro Ignacio de Castro Barros, Justo Santa María de Oro, Pedro Francisco de Uriarte, Pedro León Gallo, Pedro Miguel Aráoz y José Ignacio Thames.

## Celebración oficial del 9 de julio
El Día de la Independencia de la República Argentina se celebra cada 9 de julio. 
El 6 de julio de 1826, Bernardino Rivadavia, presidente de las Provincias Unidas del Río de la Plata, ordenó que el 9 de julio se conmemorase juntamente con el 25 de mayo pues consideraba que la repetición de estas fiestas irroga perjuicios de consideración al comercio e industria.
Pero Juan Manuel de Rosas, durante su segundo gobierno, y a punto de celebrar los 20 años de la Declaración de la Independencia, dispuso mediante un decreto promulgado el 11 de junio de 1835, que la celebración del 9 de julio debía hacerse con los mismos preceptos que el 25 de mayo.
Se reproducen aquí los artículos 1 y 2 del mencionado decreto:

Art. 1 - En lo sucesivo el 9 de julio será reputado como festivo de ambos preceptos, del mismo modo que el 25 de mayo; y se celebrará en aquel misa solemne con Te-Deum en acción de gracias al ser Supremo por los favores que nos ha dispensado en el sostén y defensa de nuestra independencia política, en la que fuese posible, el muy Reverendo Obispo Diocesano, pronunciándose un sermón análogo a este memorable día.

Art. 2 - En la víspera y el mismo día 9 de julio, se iluminará la ciudad, la Casa de Gobierno y demás edificios públicos, haciéndose tres salvas en la Fortaleza y buques del Estado, según costumbre.

## Principales reconocimientos
| Chile          | 5 de febrero de 1819     |
| Portugal       | 16 de abril de 1821      |
| Estados Unidos | 4 de mayo de 1822        |
| Reino Unido    | 31 de diciembre de 1824  |
| Francia        | 16 de diciembre de 1857  |
| España         | 21 de septiembre de 1863 |